# Mecyclothorax oculatus
Mecyclothorax oculatus (лат.) — вид жуков-жужелиц рода Mecyclothorax из подсемейства Псидрины.

## Распространение
Встречаются на острове Молокаи из группы Гавайских островов на высотах от 1065 до 1500 м. Этот вид был собран путем обработки растительности различных видов, в том числе Cheirodendron trigynum, древовидных папоротников Cibotium, Ilex anomala, Metrosideros polymorpha, Myrsine sp., Sadleria и Wikstroemia oahuensis, в некоторых случаях связанные с древесными моховыми слоями. Особи также были обнаружены в наземных микросредах обитания, таких как подстилка древесного папоротника, мох на уровне земли и под досками.

## Описание
Мелкие жужелицы, длина около 5 мм (от 4,8 до 5,8 мм). Отличается по: 1) переднеспинке, передним поперечным вдавлениям, выстланным продольными полосами, простирающимися как вперед, так и назад от самой глубокой части вдавления; 2) яйцевидные надкрылья с отчетливыми бороздками 1-5, промежутки между ними ровные, бороздка 1 состоит из мелких точек, соединённых неглубокими вдавленными участками, бороздки 2-5 состоят из серий изолированных точек, бороздка 6 обозначена изолированными точками у основания и отсутствует на вершине, а полоска 7 отсутствует; 3) темя головы и диск переднеспинки блестящие; 4) диски переднеспинки и надкрылий светлые, пришовный промежуток рыжий, вдавления латеральных краев надкрылий узко более светлые, панцирные, вершина светлая в отдалении от места соединения бороздок 4 и 5, ноги, проэпиплевры и эпиплевры надкрылий кирпичного цвета, грудные вентриты светлые, стерниты брюшка светло-серые медиоапикально, более бледные латерально и по базальному краю вершинный стернит брюшка по краю светлый; 5) срединная доля эдеагуса самца с крючковидной вершиной. Сходен с близким видом M. dunbarorum по: 1) переднеспинке четырёхгранной, удлинённой, с длинными выемками перед субострыми задними углами, длина переднеспинки примерно в 1,203 раза больше максимальной ширины переднеспинки; 2) глаза очень выпуклые, оттопыренные; 3) членики лапок расширены на вершине, мезотарсомер 4 лопастной.

## Таксономия
Вид был впервые описан в 1903 году английским энтомологом Дэвидом Шарпом (1840—1922), а его валидный статус подтверждён в ходе ревизии, проведённой в 2007 году американским колеоптерологом James Kenneth Liebherr (Cornell University, Итака, США).